# Ramassin

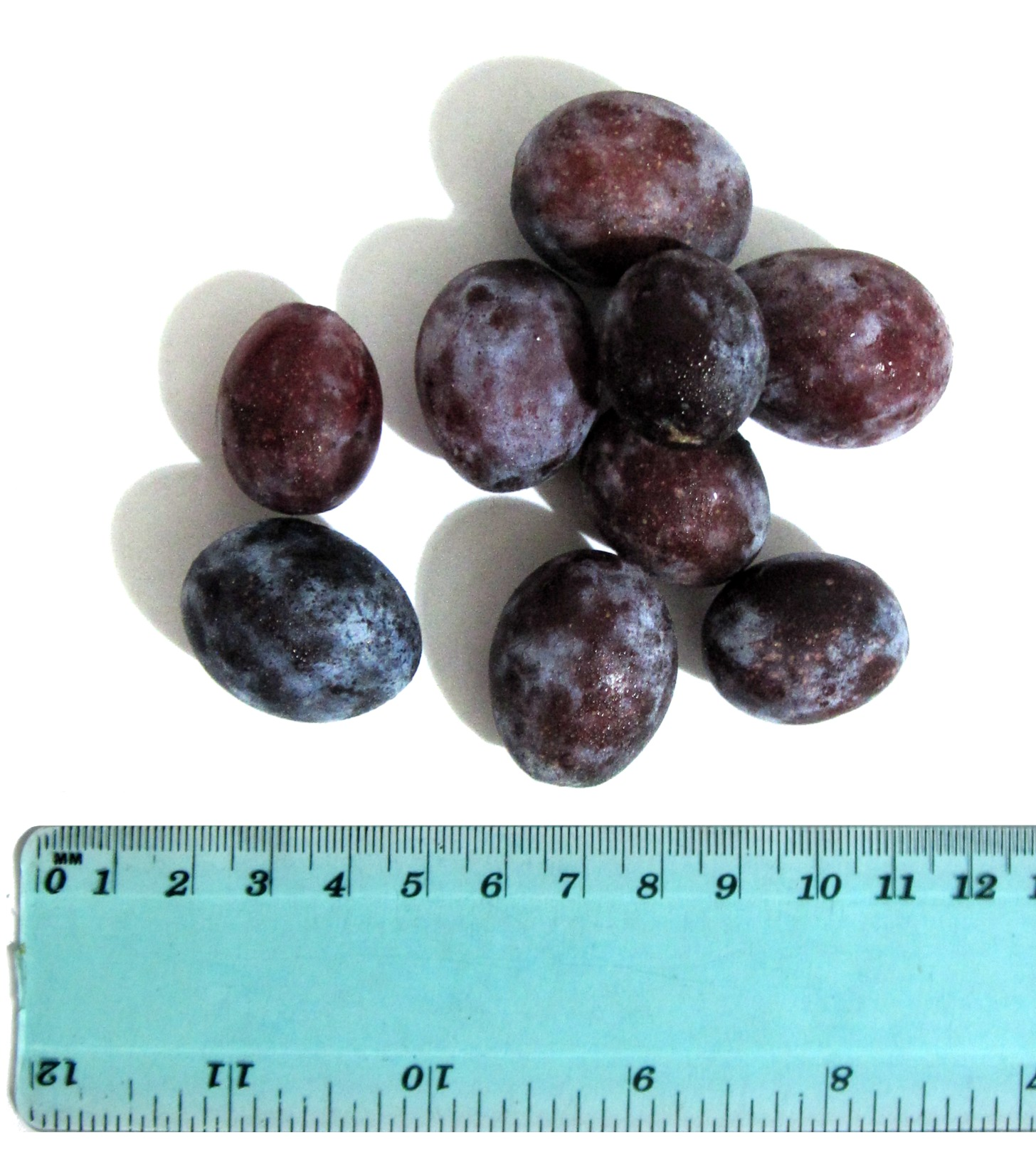
Taille du Ramassin du Piémont.

La ramassin ou dalmassin est une prune typique du Piémont. Elle est de couleur violette pour une dimension d'environ 1,5 × 3 centimètres.
Le Ramassin (susino damaschino) Saluzzese est reconnu comme produit traditionnel par le ministère de l'Agriculture italien.